# Monastero di Xeropotamou
Il monastero di Xeropotamou (in greco Μονή Ξηροποτάμου?) è uno dei venti monasteri della Chiesa ortodossa della Repubblica del Monte Athos, Grecia.
È posto a sud-ovest della penisola, duecento metri al di sopra del porto di Dafni. 
Occupa l'ottavo rango nella gerarchia dei monasteri atoniti ed è dedicato ai Quaranta martiri di Sebaste, che si festeggia il 9 marzo (22 marzo).
Nel 1990 contava quaranta monaci che vivevano sotto la regola idiorritmica.

## Storia
È uno dei monasteri più antichi della Santa Montagna. Una certa tradizione lo vuole fondato dalla regina Pulcheria nel V secolo. Altri la fanno risalire a un monaco di nome Paolo figlio dell'imperatore Michele I Rangabe, altri a un monaco di nome Paolo Xiropotaminos, che ebbe l'autorizzazione dall'imperatore Romano I Lecapeno nel X secolo.

## Patrimonio artistico
Vi sono custodite molte reliquie tra le più famose uno dei frammenti più grandi della Vera Croce lunga 31 e larga 16 centimetri e con uno spessore di 25. La biblioteca conta 405 manoscritti e circa 600 libri stampati.